# Koffi Sama
Koffi Sama (1944) is een Togolees politicus.
Koffi Sama volgde een opleiding aan het lyceum van Lomé en studeerde voor dierenarts aan de Universiteit van Toulouse. In 1972 studeerde hij af. Hij bekleedde daarna functies in de landbouw. Van 1981 tot 1982 was hij minister van Jeugdzaken, Sport en Cultuur, van 1986 tot 1990 was hij regionaal directeur voor landelijke ontwikkeling in de maritieme gebieden. Van 1990 tot 1996 was Sama directeur van de Togolese Katoen Vereniging. In 1996 volgde zijn benoeming tot minister van Volksgezondheid (tot 1999).
In 1999 werd Koffi Sama minister van Onderwijs en secretaris-generaal van de regeringspartij RPT (Rassemblement du Peuple Togolais). Van 29 juni 2002 tot 9 juni 2005 was hij premier. 
Het overlijden van president Gnassingbé Eyadéma op 5 februari 2005 noemde Sama een "nationale ramp".